# Famille Bergier
Pour les articles homonymes, voir Bergier.
La famille Bergier est une famille bourgeoise de Lausanne, depuis 1442, originaire de Chambéry, en Savoie.

## Histoire
La famille Bergier est originaire de Chambéry. Jean Bergier s'installe à Lausanne dans la première partie du XVe siècle. Son fils Nicod a été le chirurgien attitré des deux derniers évêques de Lausanne, Aymon et Sébastien de Montfalcon. La famille a possédé les fiefs nobles de Mont (1587), Pont et Perez-Martin (y compris Illens), Vuarrens, Vuarrengel, Forel-sur-Lucens et Rovéréaz (Lausanne), dont ils ont porté les noms. La famille existe à Crissier (1659), Corsier (1680), Éclépens (1722) et Renens (1771).
Jacques Bergier (1550-1624) est le fondateur de la branche de Mont,. Il a acquis le fief du Mont-sur-Lausanne. Son fils Loys Bergier acquiert la bourgeoisie de Chardonne en 1622.
Gabriel (1639-1736) est le fondateur de la branche de Vuarrens, issue de celle du Mont.

## Personnalités
- Jean-François Bergier

## Armoiries
Les armes de la famille se blasonnent ainsi : D'azur au bélier d'argent passant, accorné et onglé d'or, tenant une houlette du même. ou d'azur au bélier d'argent, accorné et onglé d'or, tenant une crosse ou houlette du même.